# Jan Karczewski (konsul)
Jan Karczewski (ur. 7 lipca 1885 w Kaliszu, zm. 15 grudnia 1935) – polski dyplomata i urzędnik konsularny.

## Życiorys
W polskiej służbie zagranicznej od 1921, w której powierzono mu pełnienie szereg funkcji, m.in. członka/kier. Delegacji ds. Repatriacji w Petersburgu (1921–1924), kier. konsulatu generalnego w Mińsku (1924–1925), urzędnika/z-cy nacz. wydziału w Departamencie Konsularnym MSZ (1925–1927), konsula/kier. wydz. kons. w poselstwie w Wiedniu (1927–1929), z-cy konsula generalnego w Paryżu (1929–1931) i urzędnika konsulatu w Lyonie (1931–1933). W 1934 przeszedł w stan nieczynny. 
Zmarł 15 grudnia 1935. Pochowany na cmentarzu Powązkowskim w Warszawie (kwatera 119-3-12). 

## Ordery i odznaczenia
- Złoty Krzyż Zasługi (12 lipca 1929)[3]
- Medal Dziesięciolecia Odzyskanej Niepodległości
- Kawaler Orderu Legii Honorowej (Francja)